# Hooked 2
Pour plus de détails, voir Fiche technique et Distribution.
Hooked 2: Next Level (На игре 2 : Новый уровень, Na igre 2. Novyy uroven, litt. « dans le jeu : niveau suivant ») est un thriller russe. Il est réalisé par Pavel Sanaev (ru),. Le scénario coécrit par Pavel Sanaev  et Aleksandre Tchoubarian (ru) est basé sur la roman d'Aleksandre Tchoubarian, Les Jeux dans la vie (Игры в жизнь, Ast, 2003).
La première diffusion a lieu le 15 avril 2010.
Ce film est la suite de Hooked (ru) sorti en 2009.

## Synopsis
Boris Gromov et ses assistants, Lebedev et Victor Pokrovski, inventent un programme informatique pour créer un commando de soldats d'élite. Le programme est un jeu vidéo enregistré sur un CD. Le jeu donne au joueur une nouvelle force, le transformant en soldat d'élite. Le joueur maîtrise dans sa vie réelle les capacités physiques décuplées de son personnage virtuel. Boris Gromov fabrique les CD dans un dirigeable amarré sur une base militaire secrète.
Pour recruter les meilleurs gameurs, Pokrovski organise un cyber-tournoi. Les gagnants sont engagés par Lebedev qui leur donne le CD de jeu et une paye pour chaque mission en tant que tueurs à gages.
Vampir (Dmitri), Doc, Mosquito (Komar), Dlinny (Long) et Yan deviennent des tireurs d'élite. Max (Maxime) devient le meilleur combattant et Rita la meilleure pilote. Mais ils ne sont pas invincibles et peuvent mourir : dans le premier film, Dlinny est tué lors d'un raid.
Les membres de l'équipe ont des doutes sur l'appartenance probable de leur patron à un grand syndicat du crime de la mafia et non pas du gouvernement russe.
Tout le monde est à la recherche du programme informatique des CD, autant les autorités nationales que les joueurs : Doc, Mosquito et Yan décident de saisir les CD et l'argent afin de créer leur propre super-armée. Mais Pokrovski et son fils Artem ont volé les CD.
Zaritsyne qui possède une décharge nucléaire à Nijni Novgorod, a acquis une réserve de palladium en Bolivie. Boris Gromov veut contrôler les réserves de palladium et envoie les joueurs tuer Sergueï Zaritsyne, un homme d'affaires.
Au moment de passer à l'act, Vampir comprend le but réel et refuse de le tuer.
Doc assomme Vampir et tue Zaritsyne. La police arrive. Doc tue le conducteur d'un bus qui se crashe contre une voiture de police.
Rita arrive avec une ambulance mais elle est touchée par une balle. Elle est emmenée à l'hôpital. Lebedev empêche Vampir de rester avec elle. Vampir craint pour la vie de Rita et échafaude un plan pour la retirer du jeu. Il envoie un SMS à Max qui accepte de l'aider. Max doit faire passer Rita pour morte afin de la faire sortir du jeu.
L'équipe de joueurs revient à la base du dirigeable.
Doc et Yan proposent de voler les CD pour devenir invincibles, mais Mosquito hésite.
Victor Pokrovski et son fils Artem décident de faire passer 12 000 CD du détroit de Bosphore aux États-Unis grâce à Béritz, le bateau croate du capitaine Dario Shymitch.
Lebedev veut éviter la contrebande des CD à l'étranger et cherche à les récupérer. Il crée un faux message audio pour Pokrovski avec la voix d'Oleg qui a été drogué avec de la scopolamine, afin de localiser Pokrovski. Le message met ce dernier en garde contre les effets secondaires des CD pour son fils. Mais Pokrovski ne comprend rien du discours incohérent, et le capitaine Dario Shymitch jette le téléphone par-dessus bord.
Pokrovski charge les CD sur le bateau.
Les coordonnateurs de Lebedev ont le temps de détecter le signal du téléphone du bateau de Dario Shymitch. Lebedev organise un briefing pour expliquer la nouvelle mission aux joueurs : aller sur le bateau de Dario, décoder le coffre, récupérer les CD et faire exploser le bateau.
Maxime paie les infirmiers pour qu'ils fassent passer Rita pour morte.
L'employé de la morgue montre au médecin que Rita est morte. Le médecin appelle Lebedev pour le lui confirmer.
Pendant le briefing, Lebedev informe les joueurs de la mort de Rita. Vampir fait semblant de paniquer, quitte la salle du briefing et entre dans sa cabine. Dès que la porte se referme derrière lui, il ne retient plus ses vraies émotions, et crie un "yes" de joie, car son plan a fonctionné.
Maxim dit à Rita qu'il ne veut plus s'impliquer dans leurs affaires et leur demande de tout arrêter.
Sur un Zodiac, Vampir, Doc, Mosquito  et Yan s'approchent du navire et tirent sur un des membres d'équipage. Le capitaine Dario leurs propose un deal : il leur offre Pokrovski en échange que lui et son équipage puissent partir libres sur leur Zodiac. Doc accepte. Une fois Dario parti, Doc interroge Pokrovski, le menaçant de tuer son fils s’il ne donne pas le code du coffre contenant les CD. Vampir essaie de l'empêcher de le tuer, mais Doc tire et tue Artem.
Vampir prend une arme et met en joue ses trois amis en leur disant son intention de détruire les CD. L'équipe se divise en deux camps : Vampir, Rita et Max qui veulent tout arrêter, contre Doc, Mosquito et Yan qui veulent récupérer les CD et l'argent pour s'échapper de l'emprise du groupe mafieux sous laquelle ils sont tombés.
Yan fait semblant de changer de camp et de choisir celui de Vampir.
Vampir, crédule, laisse Yan armé qui l'assomme le faisant perdre conscience.
Mais Doc a besoin que Vampir soit en vie pour récupérer l'argent sur la base du dirigeable.
Il met au point un plan afin que Max et Vampir l'aide à entrer dans la base.
Vampir se réveille enchaîné à l'escalier, entouré de charges explosives. Mosquito met la clé des menottes de Vampir dans une bouteille de whisky. Mosquito lui laisse la bouteille de whisky, en lui disant « ça va te donner du courage ». Doc, Mosquito et Yan quittent le navire avec les CD. Vampir trouve la clef dans le fond de la bouteille. Sous prétexte qu'ils ne sont pas assez éloignés du navire, Mosquito dit à Doc de ne pas faire sauter le navire mais d'attendre. Avant l'explosion, Vampir saute par-dessus bord.
Lebedev donne des CD aux mercenaires de Senior Mircado afin de contrôler des réserves de palladium en Bolivie. Mais Mircado se prend pour Che Guevara créant « la révolte des enfants » des émeutes à La Paz en Bolivie.
Un asiatique montre une photo de Vampir à Rita qui le suit. L'homme la conduit à un conteneur où se trouve un panda dans lequel est caché Vampir.
Lena sort depuis un mois avec Oleg qui veut la larguer. Max apporte des fleurs à Lena, mais à peur d'Oleg. Max va voir Oleg et le combat en duel. Max gagne et lui laisse Lena.
Vampir et Rita récupèrent des armes au lieu-dit du Squelette.
Après la mort de Dlinny, Mosquito ne peut plus sereinement supporter le comportement de Doc et Yan. Mosquito décide d'aider Vampir à tout arrêter. Mosquito entre dans la cabine de Vampir et Rita.
Vampir, Rita et Mosquito mettent un plan pour attaquer le dirigeable et détruire les graveurs de CD. Mais ils ont besoin de Max.
Rita donne 30 000 roubles à Lena et la promesse que Max ne risquera rien, en échange que Lena tourne une vidéo d'un faux enlèvement.
Maxime couche avec Lena qui disparait à son réveil. À sa place il trouve un CD.
Le CD contient une vidéo qui fait croire à Max que Lebedev a pris Lena en otage à la base militaire. Max demande de l'aide à Vampir pour libérer Lena.
Vampir, Rita, Max et Mosquito prennent d'assaut la base militaire ou se trouve le dirigeable : Rita se déguise en mariée et va à la porte d'entrée de la base. Max la rejoint et tous deux attaquent et mettent les gardes hors de nuire. Vampir et Mosquito attaquent à son tour.
Vampir, Rita, Max et Mosquito pénètrent à l'intérieur du dirigeable, mais Mosquito les enferme dans une cabine.
Doc et Yan pénètre à l'intérieur du dirigeable, ils droguent Boris Gromov avec la scopolamine, qui leur donne le code du coffre contenant les CD et l'argent. Doc, Mosquito et Yan s'apprêtent à sortir, mais Lebedev leur barre la route avec deux camions remplis des hommes des forces spéciale de la police anti-émeute. Ils doivent faire demi-tour. Il existe une autre sortie, mais celle-ci se trouve dans la salle ou se trouve Vampir.
Doc, Mosquito et Yan arrivent pour négocier avec Vampir, Rita et Max. Max apprend qu'il a été manipulé. Furieux, il attaque Vampir. Doc ouvre la porte de leur cabine et tue Max. Yan tue Doc. Mosquito et Yan s'échappent avec l'argent.
Vampir et Rita sortent du dirigeable et rencontrent Lebedev en face à face. Vampir sourit légèrement, et tous les trois sont mis dans un camion. Après quelques années Vampir sort de prison. Dehors l'attend Rita, à côté de la voiture dans laquelle se trouve leur fils, qui joue avec une console de jeu.

## Fiche technique
- Cinématographie : Vladislav Gourtchine
- Scénario : Pavel Sanaev et Aleksandre Tchoubarian
- Musique : Ivan Bourliaïev et Sergueï Doudakov
- Production : Oleg Andreïev, Alexander Bondarev, Leonid Ogorodnikov, Alekseï Riazantsev
- Durée : 90 min (1h30)
- Pays :  Russie
- Date : 15 avril 2010

## Distribution
- Sergueï Tchirkov : Dmitri Orlov, Vampir
- Marina Petrenko : Rita, petite amie de Vampir Dmitry
- Pavel Priloutchny : Doc / Docteur Ruslan Avdeev, le traître
- Evgueni Kharlanov : Kirill Komarenko alias Mosquito
- Nodar Siradze : Yan Zats
- Alekseï Bardoukov : Max / Maksim
- Agnija Ditkovskytė : Lena
- Tikhon Jiznevski : Dlinny
- Boris Tenine : Lebedev
- Mikhaïl Gorevoï : Victor Petrovitch Pokrovski
- Sergueï Gazarov : Dario Shymitch, capitaine du navire
- Dmitri Martynov : Artem Pokrovski, le fils
- Viktor Verjbitski : Boris Sergueïevitch Gromov, le PDG
- Alexander Lykov : Boris Komelev
- Mikhaïl Troukhine : Oleg Skolski
- Igor Skliar : Sergueï Viktorovitch Zaritsyne, concurrent
- Vladimir Kolida : Oleg